# Heimatshofen
Heimatshofen ist ein Ortsteil von Aying im oberbayerischen Landkreis München.

## Geographie
Der Weiler liegt circa drei Kilometer östlich von Aying.

## Geschichte
Am 1. Mai 1978 wurde Heimatshofen als Gemeindeteil von Helfendorf nach Aying eingemeindet.

## Baudenkmäler
Siehe auch: Liste der Baudenkmäler in Heimatshofen
- Hofkapelle zur Schmerzhaften Muttergottes